# Wereldkampioenschap voetbal 1982 (Groep D) Engeland - Tsjecho-Slowakije
Het duel tussen Engeland en Tsjecho-Slowakije was voor beide landen de tweede wedstrijd bij het WK voetbal 1982 in Spanje. Het duel uit groep D werd gespeeld op zondag 20 juni 1982 (aanvangstijdstip 17:15 uur lokale tijd) in het Estadio San Mamés in Bilbao. Engeland had zijn eerste wedstrijd met 3-1 gewonnen van Frankrijk, Tsjecho-Slowakije speelde verrassend gelijk (1-1) tegen WK-debutant Koeweit.
Het was de elfde ontmoeting ooit tussen beide landen, die elkaar voor het laatst hadden getroffen op 29 november 1978 in een vriendschappelijke wedstrijd in Londen. Engeland won dat duel in het Wembley Stadium destijds met 1-0 door een doelpunt in de 69ste minuut van Steve Coppell, die ook ditmaal meespeelde.
Het WK-duel in Spanje, bijgewoond door 41.123 toeschouwers, stond onder leiding van scheidsrechter Charles Corver uit Nederland, die werd geassisteerd door lijnrechters Bogdan Dotchev (Bulgarije) en Gilberto Aristizábal (Colombia). Engeland won het duel met 2-0, onder meer door een eigen doelpunt van verdediger Jozef Barmoš.

## Wedstrijdgegevens
| Engeland | 2 – 0        | Tsjecho-Slowakije |
| Trevor Francis 62' Jozef Barmoš 66' (e.d.) | goals        | |
| Ron Greenwood | bondscoach   | Jozef Vengloš |
| |              | |
| Peter Shilton Terry Butcher Mick Mills Kenny Sansom Phil Thompson Steve Coppell Bryan Robson 46' Ray Wilkins Trevor Francis Paul Mariner Graham Rix | opstellingen | 75' Stanislav Seman Jozef Barmoš Ladislav Jurkemik Jan Fiala Libor Radimec Pavel Chaloupka Jan Berger Rostislav Vojáček 78' Petr Janečka Zdeněk Nehoda Ladislav Vizek |
| Glenn Hoddle 46' | wissels      | 75' Karel Stromšik 78' Marián Masný |
| |              | |
| | gele kaarten | 40' Pavel Chaloupka |
| | rode kaarten | |

## Overzicht van wedstrijden
| Eerste ronde | | |
| Groep A | Groep B | Groep C |
| Italië – Polen Kameroen – Peru Italië – Peru Kameroen – Polen Polen – Peru Italië – Kameroen                                                       | West-Duitsland – Algerije Chili – Oostenrijk West-Duitsland – Chili Oostenrijk – Algerije Algerije – Chili West-Duitsland – Oostenrijk    | Argentinië – België Hongarije – El Salvador Argentinië – Hongarije België – El Salvador België – Hongarije Argentinië – El Salvador                |
| Groep D | Groep E | Groep F |
| Engeland – Frankrijk Tsjecho-Slowakije – Koeweit Engeland – Tsjecho-Slowakije Frankrijk – Koeweit Frankrijk – Tsjecho-Slowakije Engeland – Koeweit | Spanje – Honduras Joegoslavië – Noord-Ierland Spanje – Joegoslavië Honduras – Noord-Ierland Honduras – Joegoslavië Spanje – Noord-Ierland | Brazilië – Sovjet-Unie Schotland – Nieuw-Zeeland Brazilië – Schotland Sovjet-Unie – Nieuw-Zeeland Sovjet-Unie – Schotland Brazilië – Nieuw-Zeeland |

| Tweede ronde                                            |                                                                     |                                                             |                                                                             |
| Groep 1                                                 | Groep 2                                                             | Groep 3                                                     | Groep 4                                                                     |
| België – Polen België – Sovjet-Unie Polen – Sovjet-Unie | Engeland – West-Duitsland West-Duitsland – Spanje Engeland – Spanje | Italië – Argentinië Brazilië – Argentinië Italië – Brazilië | Frankrijk – Oostenrijk Oostenrijk – Noord-Ierland Noord-Ierland – Frankrijk |
| Halve finales                                           |                                                                     |                                                             |                                                                             |
| Polen – Italië                                          | Polen – Italië                                                      | West-Duitsland – Frankrijk                                  | West-Duitsland – Frankrijk                                                  |
| Troostfinale                                            |                                                                     |                                                             |                                                                             |
| Frankrijk – Polen                                       |                                                                     |                                                             |                                                                             |
| Finale                                                  |                                                                     |                                                             |                                                                             |
| Italië – West-Duitsland                                 |                                                                     |                                                             |                                                                             |